# Bekvämlighetsbrus
Bekvämlighetsbrus (eller bekvämlighetston) är ett artificiellt bakgrundsljud som används i radio- och trådlös kommunikation för att fylla i tystnaden som är ett resultat av röstaktivitetsdetektering eller från klarheten i moderna digitala länkar.
Vissa moderna telefonsystem (såsom trådlös- och IP-telefoni) använder röstaktivitetsdetektering (VAD, voice activity detection, eller VOX, voice operated switch), en form av brusspärr där låga volymnivåer ignoreras av den sändande enheten. I digitala överföringar sparar detta bandbredd i kommunikationskanalen då inget överförs när källans volym är under en definierad tröskel. Endast ljud som ligger över tröskeln, volymmässigt, sänds.
Resultatet av att ta emot total tystnad, speciellt under en längre tid, har ett antal oönskade effekter för lyssnare, såsom:
- lyssnaren kan bli ledd att tro att överföringen har gått förlorad och kan därför lägga på i förtid
- talet kan låta "avhugget" eller till och med vara svårt att förstå
- en plötslig ändring i ljudnivå kan vara obehagligt eller skrämmande för lyssnaren

För att motverka dessa effekter läggs bekvämlighetsbrus till, vanligtvis på mottagarens sida i trådlösa- och VoIP-system, för att fylla i de tysta delarna av överföringen med artificiellt brus. Bruset genereras på en låg, men hörbar, volymnivå, och kan variera baserat på medelvolymen på de inkomna signalerna för att minimera huggande övergångar.
I moderna VoIP-produkter kan användaren ofta välja om de vill ha bekvämlighetsbrus eller inte.